# Charles Bronson
Charles Bronson, nome artístico de Charles Dennis Buchinsky, (Ehrenfeld, 3 de novembro de 1921 – Los Angeles, 30 de agosto de 2003) foi um ator norte-americano.

## Biografia
Filho de um mineiro lituano (de ascendência tártara lipka), Bronson cresceu na Pensilvânia sem falar uma palavra de inglês. Apesar de ter completado o segundo grau, era esperado que ele se juntasse ao pai e seus irmãos no trabalho em minas de carvão. Porém, foi no cinema que ele se projetou e, apesar da longa carreira, que teve início nos anos 50, somente ganhou popularidade na década de 1970. Nessa fase, ficou conhecido como "o homem de poucas palavras e muita ação", pelas características de seus personagens.
Antes mesmo de participar de qualquer filme, Bronson somente pôde conhecer o mundo, além do local onde cresceu, quando serviu no exército dos Estados Unidos, durante a Segunda Guerra Mundial, quando foi artilheiro de cauda do bombardeiro B-29, ele voou 25 missões no teatro de operações do Oceano Pacífico, tendo recebido a medalha de condecoração militar Purple Heart, por ferimentos em combate.
Bronson se casou três vezes: a primeira foi Harriet Tendler, com quem ficou casado de 1949 a 1967 e com quem teve dois filhos; a segunda foi a atriz Jill Ireland, de 5 de outubro de 1968 a 18 de maio de 1990, até a morte dela, e com quem teve uma filha; a terceira esposa foi Kim Weeks, e o casamento durou de 22 de dezembro de 1998 até a morte dele, em 2003. Bronson mencionou que em seu retorno do exército, teve um breve romance com uma loira espanhola chamada Esther, cuja história acabou quando ela voltou para seu país, deixando uma lembrança na memória do ator como ele disse certa vez, ter sido seu primeiro amor.[carece de fontes?]
Bronson sofria do Mal de Alzheimer e morreu em consequência de uma pneumonia aos 81 anos. Encontra-se sepultado em Brownsville Cemetery, West Windsor, Condado de Windsor, Vermont nos Estados Unidos.

### Carreira no cinema
Bronson começou no cinema nos anos 1950, com filmes como You're in the Navy Now (1951), e The People Against O'Hara (1951), sem ter seu nome creditado. Ao passar a aparecer nos letreiros, usou ainda o nome de nascimento (Buchinsky). Começou a assinar Bronson em 1954, a partir do filme Drum Beat.
Iniciou a fase de sucesso nos anos 1960. Apesar da relativamente pequena participação no filme Sete homens e um destino, ficou conhecido quando esse western passou a ser considerado um dos melhores da década. Depois de atuar em filmes de aventura como  Robur, o conquistador, de 1961, Fugindo do Inferno (1963) e Os doze condenados, de 1967, Bronson foi para a Europa em 1968, onde atores de filmes de ação estavam obtendo melhores oportunidades. Neste ano, ele filmou Os canhões de San Sebastian, Era uma vez no oeste e Adeus, amigo, este último com Alain Delon. Seguiram-se O Passageiro da Chuva, de 1969, Os visitantes da noite, de 1970, Sol vermelho, de 1971, novamente parceria com o francês Delon, e por fim O segredo da Cosa Nostra, de 1972, os três últimos dirigidos por Terence Young.

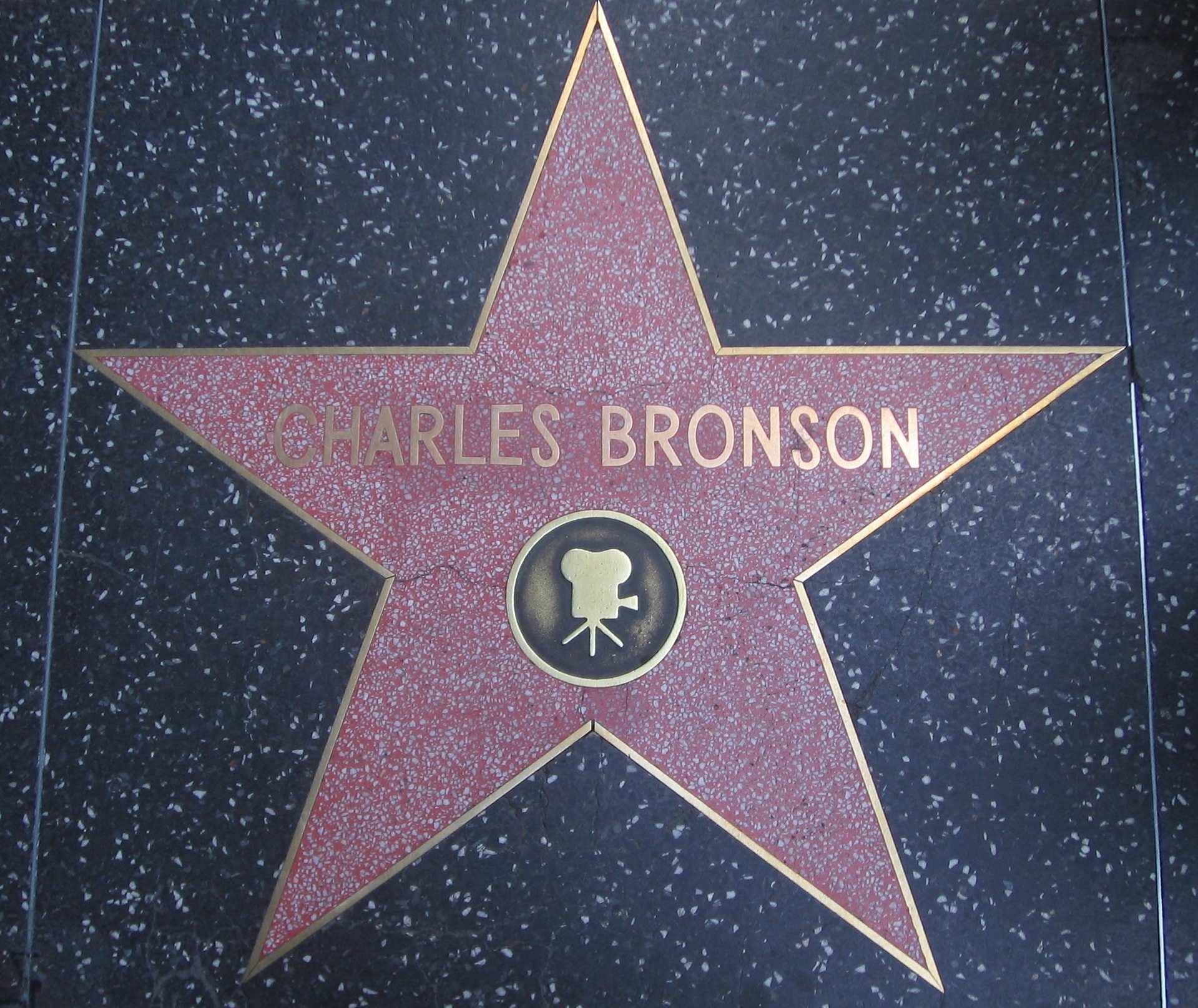
Estrela de Charles Bronson na Calçada da Fama.

Nos anos 1970, Bronson voltaria aos Estados Unidos e faria sucesso como o maior astro dos filmes de ação. Seu primeiro grande filme nesse nova fase foi 'The Mechanic', de 1972, no qual interpretou o assassino profissional Arthur Bishop, revivido por Jason Statham no filme homônimo em 2011.
No filme Fuga audaciosa, de 1975, é mostrado um plano de fuga de uma prisão, utilizando-se um helicóptero que, pilotado por Bronson, pousa no pátio de um presídio e resgata o prisioneiro interpretado por Robert Duvall.
Nos anos 80 Bronson protagoniza diversos filmes de baixo orçamento e muita ação com a produtora Cannon Films de 1981 a 1994, boa parte deles dirigidos pelo Cineasta Inglês J. Lee Thompson, entre os demais de destaque estão: Death Wish II, Death Wish III, 10 to Midnight e Kinjite: Jogos Proibidos.
Mas, o maior "empurrão" em sua carreira foi com o clássico Desejo de Matar, de 1974, que o consagrou na pele de Paul Kersey, um pacato arquiteto da cidade de Nova Iorque, que tem sua mulher morta e sua filha estuprada por três bandidos e passa a agir como um "vigilante", perseguindo os criminosos nas ruas à noite.
Desejo de matar teve mais quatro sequências: Desejo de Matar 2 (1982), Desejo de Matar 3 (1985), Desejo de Matar 4 - Operação Crackdown (1987) e  Desejo de Matar 5: A Face da Morte (1994).

## Personagens mais conhecidos
- Gaita (ou Harmônica), de Era uma vez no Oeste.
- Paul Kersey, da série cinematográfica Desejo de Matar.

## Filmografia
| - You're in the Navy Now (1951) (não creditado) - The People Against O'Hara (1951) (não creditado) - The Mob (1951) (não creditado) - The Marrying Kind (1952) (não creditado) - My Six Convicts (1952) (não creditado) - Pat and Mike (1952) (como Charles Buchinsky) - Red Skies of Montana (1952) (não creditado) - Diplomatic Courier (1952) (não creditado) - Bloodhounds of Broadway (1952) (não creditado) - The Clown (1953) (não creditado) - Battle Zone (1952) (não creditado) - Off Limits (1953) (não creditado) - Torpedo Alley (1953) (não creditado) - House of Wax (1953) - Miss Sadie Thompson (1953) - Crime Wave (1954) (como Charles Buchinsky) - Tennessee Champ (1954) - Riding Shotgun (1954) - Apache (1954) - Vera Cruz (1954) (como Charles Buchinsky) - Drumbeat (1954) - Big House USA (1955) - Target Zero (1955) - Jubal (1956) - Run of the Arrow (1957) - Gang War (1958) - Machine-Gun Kelly (1958) - Showdown At Boot Hill (1958) - When Hell Broke Loose (1958) - Never So Few (1959) - Sete homens e um destino (1960) - Master of the World (1961) - A Thunder of Drums (1961) - X-15 (1961) - Robur, o Conquistador (filme) (1961) (como Charles Bronson) - Kid Galahad (1962) - The Great Escape (1963) - 4 for Texas (1963) - Battle of the Bulge (1965) - The Sandpiper (1965) - This Property Is Condemned (1966) - Os doze condenados (1967) - Guns for San Sebastian (1967) | - Honor Among Thieves (1968) - Villa Rides (1968) - Era uma vez no Oeste (1968) - Lola (a.k.a Twinky, 1969) - Rider on the Rain (1969) - You Can't Win 'em All (1970) - Cidade Violenta (1970) - Cold Sweat (1970) - Someone Behind the Door (1971) - Red Sun (1971) - Chato's Land (1971) - The Valachi Papers (1972) - Assassino a preço fixo (1972) - The Stone Killer (1973) - Chino (1973) - Mr. Majestyk (1974) - Desejo de Matar (1974) - Breakout (1975) - Breakheart Pass (1975) - Lutador de Rua (1975) - From Noon Till Three (1976) - St. Ives (1976) - Raid On Entebbe (1976) - Telefon (1977) - O Grande Búfalo Branco (1977) - Love and Bullets (1978) - Caboblanco (1979) - Borderline (1980) - Perseguição Mortal (1981) - Desejo de Matar II (1982) - 10 to Midnight (1983) - Justiça Selvagem (1984) - Desejo de Matar III (1985) - Murphy's Law (1986) - Assassination (1987) - Desejo de Matar 4:Operação Crackdown (1987) - O Mensageiro da Morte (1988) - Kinjite: Jogos Proibidos (1988) - Unidos pelo Sangue (1991) - Desejo de Matar V:A Face da Morte (1994) |

## Filmes para a televisão
- Django O Assassino (1953)
- The Meanest Men in the West (1967)
- Raid On Entebbe (Resgate Fantástico) (1976)
- Act of Vengeance (1986)
- Yes Virginia, There Is a Santa Claus (1991)
- The Sea Wolf (O Lobo do Mar) (1993)
- Donato and Daughter (A Próxima Vítima) (1993)
- Family of Cops (À Queima Roupa) (1995)
- Family of Cops II (À Queima Roupa II) (1997)
- Family of Cops III (À Queima Roupa III) (1999)